# Dallas Liu
Pour les articles homonymes, voir Liu.
Dallas Liu, né le 21 août 2001 à Los Angeles (Californie), est un acteur américain.  

## Biographie
Liu a grandi à San Gabriel Valley, en Californie. Il est d'origine chinoise et indonésienne.
Il pratique le Shotokan japonais et a participé à la North American Sport Karate Association. Il commence à pratiquer les arts martiaux à l'âge de 5 ans et a arrêté la compétition internationale à 13 ans.

## Carrière
Le 12 août 2021, Netflix annonce qu'il est choisi pour incarner Zuko dans l'adaptation télévisée Avatar : le Dernier Maître de l'Air.

## Filmographie

### Cinéma
- 2010 : Tekken de Dwight H. Little : Jin Kazama à 7 ans
- 2015 : Underdog Kids de Phillip Rhee : Jimmy jeune
- 2021 : Shang-Chi et la Légende des Dix Anneaux de Destin Daniel Cretton : Ruihua

### Télévision
- 2016 : Legendary Dudas : Carter
- 2018 : The Who Was? Show : Bruce Lee
- 2019–2021 : PEN15 : Shuji Ishii-Peters
- 2024 : Avatar : le Dernier Maître de l'Air : Zuko